# 舊庄開山大帝廟
23°38′02″N 120°24′11″E / 23.633957°N 120.402919°E
舊庄開山大帝廟，是位於臺灣雲林縣大埤鄉怡然村的廟宇，主祀介之推。

## 沿革
舊庄開庄之初，粵籍移民攜來開山大帝香火於家宅祭拜。當時荒煙蔓草，瘴氣未除，民眾多染上流疾，遂祈求此神施醫救世，香火日盛，信徒日增，眾議建廟奉祀，由許、陳二姓合力鳩金興建，於咸豐二年（1852年）建廟，雕塑開山大帝金身奉祀。
皇民化運動時廟宇遭拆，改建為民眾集會所，神像流落於民間秘祀。
戰後時期，舊庄民眾、地方大老眾議，擇請回開山大帝神像，於1971年由陳北、李長慶召集庄內大老、信徒、地方仕紳商討重建廟宇。重建廟址因位於怡然村，後壁店部落的信徒不願出錢，導致經費均由舊庄信徒負責，此後兩地信徒曾遂有心結。該年冬落成時，由黃傳心書寫「大帝從亡歷盡艱辛年十九；帝恩同仰永垂庇佑事尋常」、「開山功蹟流傳亙古懷清節；大帝恩波浩蕩通今勵盡忠」、「開山遂復國英名遍傳中外；大帝不居功清譽長留古今」、「開山救世英靈萬古香煙盛；大帝留名青史一生品節高」等對聯。
1998年開山大帝聖誕時，雲林縣長蘇文雄贈「澤庇蒼生」匾。

## 祭祀
以農曆三月二十九為廟慶。
原先廟方主任委員黃鼎三以為舊庄開山大帝廟是全臺灣唯一主祀介之推的寺廟，直到宜蘭縣冬山鄉的大安廟的信徒組團來訪，兩廟並締結為姊妹廟。同縣主祀介之推的還有崙背鄉枋南村的新庄開山宮。